# Intervista con il Potere
Intervista con il Potere è una raccolta di interviste realizzate dalla giornalista e scrittrice italiana Oriana Fallaci come inviata per L'Europeo e Corriere della Sera nel periodo compreso tra gli anni sessanta e ottanta del XX secolo. La pubblicazione in volume, benché prevista dall'Autrice stessa come ideale continuazione del bestseller Intervista con la Storia, appare postuma per l'Editore Rizzoli nel 2009. L'opera si compone di due parti. La prima parte è l'intervista con il Potere. Qui, in un prologo inedito, Fallaci rievoca il periodo successivo alla morte di Alekos Panagulis, quando lei si isola nella sua casa di campagna per assistere la madre Tosca, che sta morendo a causa del cancro, e per lavorare al romanzo Un uomo, dedicato al suo compagno scomparso. Scomparsa anche la madre e terminato il libro, la Fallaci riprende ad occuparsi di giornalismo. Tornata in America, viene invitata a cena da un suo amico che vuole farle conoscere un cuoco particolare. È il generale Nguyễn Ngọc Loan, che durante la guerra del Vietnam era soprannominato il "terrore di Saigon". Dopo la fine della guerra il generale si rifugiò in Virginia dove aprì un ristorante. L'inaspettato incontro induce la Fallaci ad una riflessione sul Potere e la sua caducità. Un uomo potentissimo durante la guerra del Vietnam era finito a gestire un anonimo ristorante in Virginia. Oriana decide perciò di tornare a viaggiare e ad intervistare i potenti della terra. Si reca in Iran e Libia per intervistare Khomeini e Gheddafi. La seconda parte dell'opera raccoglie le interviste ai grandi della terra: da Robert Kennedy al Dalai Lama, da Sharon a Enrico Berlinguer, da Deng Xiao-ping a Lech Wałęsa.

## Personaggi
I personaggi storici intervistati dalla Fallaci sono presentati con l'integrazione degli avvenimenti futuri rispetto all'epoca originale delle dichiarazioni ed un commento dell'autrice sulle impressioni ricevute attraverso l'approfondimento delle caratteristiche umane dei protagonisti.
In ordine di presentazione essi sono;
- Nguyễn Ngọc Loan,
- Ruhollah Khomeini, intervistato a Qom nel settembre 1979, pubblicata sul Corriere della Sera il 26 settembre
- Muʿammar Gheddafi, intervistato a Tripoli nel novembre 1979
- Robert Kennedy, 1964
- James Farmer, 1967
- Dalai Lama, 1968
- Rascida Abhedo (alias Rasmea Odeh), 1970
- Faruk El Kaddoumi, 1970
- Sandro Pertini, 1973
- Giovanni Malagodi, 1974
- Ugo La Malfa, 1974
- Gian Carlo Pajetta, 1974
- Enrico Berlinguer, 1980
- Deng Xiaoping, 1980
- Lech Wałęsa, 1981
- Mieczysław Rakowski, 1982
- Ariel Sharon, 1982

## Edizioni
- Oriana Fallaci, Intervista con il Potere, Collana Opere di Oriana Fallaci, Rizzoli, Milano, I ed. novembre 2009, ISBN 978-88-17-03586-6, pp. 608.
- id., Intervista con il Potere. Prefazione di Antonio Socci, Collana Opere di Oriana Fallaci, Milano, I ed. ottobre 2010, ISBN 978-88-17-04435-6, pp. 630.
- id., Intervista con il Potere, Collana best Bur, BUR, Milano, I ed. novembre 2014.